# كيلي جونسون
كيلي جونسون (بالإنجليزية: Kelly Johnson)‏ (و. 1910 – 1990 م) هو مهندس فضاء جوي، ومهندس من الولايات المتحدة الأمريكية . ولد في إشبيمينغ . وكان عضواً في الأكاديمية الوطنية للعلوم، والأكاديمية الأمريكية للفنون والعلوم .
توفي في لوس أنجلوس، عن عمر يناهز 80 عاماً.

## التعليم
تعلم في جامعة ميشيغان

## مناصب وهيئات
أدار لوكهيد مارتن.

## جوائز
حصل على جوائز منها:
- قلادة العلوم الوطنية الأمريكية في مجال التكنولوجيا والإبتكار
- Wright Brothers Medal [الإنجليزية]‏
- ميدالية دانيال غاغنهايم [الإنجليزية]‏
- قلادة العلوم الوطنية الأمريكية.